# La cento chilometri
La cento chilometri (o La 100 chilometri) è un film del 1959 diretto da Giulio Petroni.

## Trama
Le vicende sportive di alcuni marciatori a Roma durante una gara di cento chilometri si intrecciano con le vicende personali. Cesare, benché non sia in grado, fa ogni sforzo per vincere il premio perché deve saldare il conto con il falegname, che ha minacciato di portargli via il letto se non si sbriga a pagarlo. L'avvocato Corsetti partecipa perché ha perso una scommessa, ma durante il percorso viene insistentemente importunato da un cliente che alla fine verrà fermato dai carabinieri. Toccaceli, ex campione della gara per molti anni, deve cedere il podio ai più giovani ma non vuole che suo figlio, che lo segue sempre in bicicletta, sappia che non è più un campione. Il bambino però assicura suo padre che per lui sarà sempre il migliore e non gli farà mancare il suo affetto. Il giovane Stefano incontra durante la corsa una studentessa del conservatorio, ma poi la perde di vista; alla fine i due si ritrovano e si dichiarano il loro affetto.

## Cast tecnico
- Arredatore: Nedo Azzini
- Aiuto regista: Vanna Caruso
- Assistente regista: Giovanni Fago
- Operatore: Marcello Masciocchi
- Direttore di produzione: Silvio Clementelli
- Ispettori di produzione: Lucio Bompani e Maria Campanile
- Segretario di produzione: Romolo Germano
- Segretaria di edizione: Tina Marchetti Clerici
- Fotografo di scena: Giovanni Battista Poletto